# Gilliesia monophylla
Gilliesia monophylla är en amaryllisväxtart som beskrevs av Karl Friedrich Carlos Federico Reiche. Gilliesia monophylla ingår i släktet Gilliesia och familjen amaryllisväxter. Inga underarter finns listade i Catalogue of Life.